# Apache Hadoop
Hadoop je framework obsahující sadu opensource softwarových komponent určených pro zpracování velkého množství nestrukturovaných a distribuovaných dat v řádech petabytů a exabytů.

## Principy Hadoopu
Podstata spočívá v uložení dat na velkém množství samostatných počítačů. Může jít o běžný hardware a tak je uložení těchto dat levnější než ukládání na specializovaném hardwaru s vysokou dostupností. Pro uložení je potom použit distribuovaný souborový systém. Jeden takový systém nabízí přímo Hadoop. Je to systém HDFS, což je zkratka z anglického názvu Hadoop Distributed File System. Zpracování potom probíhá tak, že je úloha rozdělena a zpracovávána paralelně na více uzlech. Jde tedy vlastně o distribuovaný výpočet. Konečný výsledek je zjištěn výpočtem z dílčích výsledků. Jde o tak zvaný princip MapReduce, kde Map je rozdělení úlohy a Reduce je spojení výsledků. Samotný výpočet je tak posunut z velké části k datům, čímž je značně redukována potřeba přenosu velkých objemů dat po síti.

## Vývoj Hadoopu a jeho derivátů
Hadoop je rozvíjen v rámci opensource softwaru. V jeho vývoji se angažuje organizace Apache Software Foundation.

Volné komponenty Hadoopu jsou dostupné na stránkách hadoop.apache.org.
Na bázi Hadoopu jsou postavena mnohá komerčně dodávaná řešení  pro big data.

## Apache Hadoop
Aktuální verze Hadoopu v roce 2012 mohla pracovat na 4000 uzlech clusterů. Pro uzel se počítalo 16 (a více) jader a 10000 paralelních úkolů.

### Vydání významných verzí
- 22. březen 2017: Release 2.8.0. Pro produkční nasazení je doporučeno počkat na verze 2.8.1/2.8.2
- 25. leden 2017: Release 3.0.0-alpha2
- 8. říjen 2016: Release 2.6.5
- 25. srpen 2016: Release 2.7.3
- 21. duben 2015: Release 2.7.0 (nejde o stabilní verzi pro produkční nasazení)
- 18. listopad 2014: Release 2.6.0 (nejde o stabilní verzi pro produkční nasazení)
- 15. říjen 2013: Release 2.2.0 release s tzv. General availability obsahující významná rozšíření:
  - YARN - systém řízení zdrojů pro Hadoop
  - High Availability (Vysoká dostupnost) pro HDFS
  - HDFS Federation
  - HDFS Snapshots
  - NFSv3 přístup k datům v HDFS
  - Podporu pro provoz Hadoop na Microsoft Windows
  - Binární kompatibilitu pro aplikace MapReduce postavené na hadoop-1.x

## Významní uživatelé
Reference 
- Amazon.com
- Akamai
- American Airlines
- AOL
- Apple[6]
- Cloudera
- eBay
- Facebook
- Federal Reserve Board of Governors
- foursquare
- Fox Interactive Media
- Gauss Algorithmic
- Gemvara
- Google
- Hewlett-Packard
- IBM
- ImageShack
- ISI
- Intuit
- Joost
- Last.fm
- LinkedIn[7]
- Microsoft[8]
- NetApp
- Netflix[9]
- Riot Games
- Risk Management Solutions (RMS)
- The New York Times
- The Walt Disney Company
- SAP AG[10]
- SAS Institute[11]
- Seznam.cz
- StumbleUpon[12]
- Socialbakers
- Twitter
- Yahoo!
- Yodlee